# Paul Sarbanes
Paul Spyros Sarbanes (Baltimora, 3 febbraio 1933 – Baltimora, 6 dicembre 2020) è stato un politico e avvocato statunitense, membro della Camera dei Rappresentanti per lo stato del Maryland dal 1971 al 1977 e senatore dello stato dal 1977 al 2007.

## Biografia
Sarbanes nacque nel Maryland da due immigrati della Laconia, Spyros e Matina, proprietari di un ristorante a Salisbury.
Dopo aver studiato a Princeton e a Oxford, Paul si laureò in legge ad Harvard nel 1960. Nello stesso anno sposò l'insegnante inglese Christine Dunbar, dalla quale ebbe tre figli.
Dopo alcuni anni passati a lavorare come avvocato, Sarbanes si candidò come democratico alla Camera dei Delegati del Maryland e vinse un seggio. Sarbanes mantenne il posto per quattro anni, finché non fu eletto alla Camera dei Rappresentanti.
Dopo tre mandati come deputato, Sarbanes venne eletto al Senato, dove rimase per ben trent'anni, divenendo così il senatore con maggior servizio nella storia del Maryland.
Nel 2002 fu lo sponsor del Sarbanes-Oxley Act, una legge federale per risollevare l'economia nazionale.
Nel 2006 Sarbanes annunciò il suo ritiro dal Congresso e venne succeduto dal deputato Ben Cardin. A sua volta il seggio lasciato da Cardin fu occupato dal figlio di Sarbanes, John.
Nel 2006 Paul Sarbanes rimase vedovo, dopo la scomparsa della moglie per via di un tumore.